# پنجه‌گرگ‌تباران
پنجه‌گرگ‌تباران (Lycopodiophyta) دسته‌ای از گیاهان هستند. این دسته ۱٬۲۰۰ گونه زنده دارد. پنجه‌گرگ‌تباران دسته‌ای آونددار از فرمانرو گیاهان است. این دسته با حدود ۴۱۰ میلیون سال قدمت، قدیمی‌ترین دسته از گیاهان زنده آونددار است و برخی از «ابتدایی‌ترین» گونه‌ها از گیاهان زنده را دربر می‌گیرد. این گونه‌ها از راه افشاندن هاگ تولید مثل می‌کنند و برخی جورهاگ و برخی نیز ناجورهاگ هستند. پنجه‌گرگ‌تباران پیش‌استوانه protostele دارند و هاگ‌رُست sporophyte (مرحلهٔ دولادی تشکیل هاگ در چرخهٔ زندگی گیاه) در آن‌ها غالب است.